# تيبي بايت
تيبي بايت (بالإنجليزية: Tebibyte)‏ هي العديد من وحدة البايت وتستخدم في مخازن بيانات الحاسب، البادئة الثنائية تيبي تعني 240، وبالتالي فان واحد تيبي بايت يساوي = 1024 جيبي بايت = 1099511627776 بايت، الرمز لتيبي بايت هو TiB. وهي عضو من مجموعة من
تيبي بايت لها علاقة مباشرة مع تيرابايت ولكن الاخيرة معرفة بالنظام العشري في نظام الوحدات الدولي وتساوي 1012 بايت = 1000000000000بايت، واحد تيبي بايت يساوي تقريبا 1.1 تيرابايت.
الوحدات ذات البادئة الثنائية كما هو معرف في اللجنة الكهروتقنية الدولية (IEC).
البادئة تيبي (Ti) تعني محصلة الضرب في 10244